# Maroa (khu tự quản)
Maroa là một khu tự quản thuộc bang Amazonas, Venezuela. Thủ phủ của khu tự quản Maroa đóng tại Maroa. Khự tự quản Maroa có diện tích 13802 km2, dân số theo điều tra dân số ngày 21 tháng 10 năm 2001 là 890 người.